# Trigonometopus albocostatus
Trigonometopus albocostatus är en tvåvingeart som beskrevs av Friedrich Georg Hendel 1912. Trigonometopus albocostatus ingår i släktet Trigonometopus och familjen lövflugor.
Artens utbredningsområde är Paraguay. Inga underarter finns listade i Catalogue of Life.